# Lijst van gouverneurs van Oost-Vlaanderen
Dit is een lijst van gouverneurs van  Oost-Vlaanderen.

## Franse Republiek(1792-1804)/Franse Keizerrijk(1804-1814)
Tussen 1800-1814, Franse tijd in België, Consulaat en keizerrijk, stonden prefecten aan het hoofd van het Scheldedepartement:
| Nr. | Perfect | Perfect                                   | Ambtstermijn | Ambtstermijn |
| --- | ------- | ----------------------------------------- | ------------ | ------------ |
| 1   |         | Guillaume Faipoult (1752-1817)            | 1800         | 1808         |
| 2   |         | Frédéric Christophe d'Houdetot            | 1808         | 1813         |
| 3   |         | Antoine Desmousseaux de Givré (1757-1830) | 1813         | 1814         |

## Generaal-gouvernement(1814-1815)
Tussen 1814-1815 stond er voorlopig een Intendant aan het hoofd van de provincie.
| Nr. | Intendant | Intendant                                      | Ambtstermijn  | Ambtstermijn   |
| --- | --------- | ---------------------------------------------- | ------------- | -------------- |
| 1   |           | Charles Liévin Beaucarne (1756-1815)           | februari 1814 | maart 1814     |
| 2   |           | Jean-Baptiste d'Hane de Steenhuyse (1757-1826) | maart 1814    | september 1815 |

## Verenigd Koninkrijk der Nederlanden(1815-1830)
| Nr. | Gouverneur | Gouverneur                                          | Ambtstermijn | Ambtstermijn |
| --- | ---------- | --------------------------------------------------- | ------------ | ------------ |
| 1   |            | Patrice de Coninck (1770-1827)                      | 1815         | 1817         |
| 2   |            | Karel Lodewijk van Keverberg van Kessel (1768-1841) | 1817         | 1819         |
| 3   |            | Philippe de Lens (1765-1830)                        | 1819         | 1826         |
| 4   |            | Hendrik Jacob van Doorn van Westcapelle (1786-1853) | 1826         | 1830         |

## Koninkrijk België(1830-heden)

### Lijst
| Nr.   | Gouverneur | Gouverneur                                      | Ambtstermijn | Ambtstermijn | Partij | Partij                                 |
| ----- | ---------- | ----------------------------------------------- | ------------ | ------------ | ------ | -------------------------------------- |
| 1     |            | Pierre De Ryckere (1793-1863)                   | 1830         | 1830         |        | Orangisten                             |
| 2     |            | Werner de Lamberts-Cortenbach (1775-1849)       | 1830         | 1834         |        | Katholieken                            |
| 3     |            | Charles-Ghislain Vilain XIIII (1803-1878)       | 1834         | 1836         |        | Katholieken                            |
| 4     |            | Pierre de Schiervel (1783-1866)                 | 1837         | 1843         |        | Katholieken                            |
| 5     |            | Léandre Desmaisières (1794-1864)                | 1843         | 1848         |        | Katholieken                            |
| 6     |            | Edouard De Jaegher (1806-1883)                  | 1848         | 1871         |        | Liberale Partij                        |
| 7     |            | Theodoor de T'Serclaes de Wommersom (1809-1880) | 1871         | 1879         |        | Katholieken                            |
| 8     |            | Léon Verhaeghe de Naeyer (1839-1906)            | 1879         | 1885         |        | Liberale Partij                        |
| 9     |            | Raymond de Kerchove d'Exaerde (1847-1932)       | 1885         | 1919         |        | Katholieke Partij                      |
| 10    |            | Maurice August Lippens (1875-1956)              | 1919         | 1921         |        | Liberale Partij                        |
| 11    |            | André de Kerchove de Denterghem (1885-1945)     | 1921         | 1929         |        | Liberale Partij                        |
| 12    |            | Karel Weyler (1870-1935)                        | 1929         | 1935         |        | Liberale Partij                        |
| 13    |            | Jules Ingenbleek (1876-1953)                    | 1935         | 1938         |        | Liberale Partij                        |
| 14    |            | Louis Fredericq (1892-1981)                     | 1938         | 1939         |        | Liberale Partij                        |
| 15    |            | Maurice Van den Boogaerde (1887-1956)           | 1939         | 1940         |        | Liberale Partij                        |
| [ 1 ] |            | Jozef Devos                                     | 1940         | 1943         |        |                                        |
| [ 3 ] |            | Gérard De Paep (1898-1985)                      | 1943         | 1943         |        | VNV                                    |
| [ 1 ] |            | Achiel Verstraete (1898-1980)                   | 1943         | 1944         |        | VNV                                    |
| (15)  |            | Maurice Van den Boogaerde (1887-1956)           | 1944         | 1954         |        | Liberale Partij                        |
| 16    |            | Albert Mariën (1896-1964)                       | 1954         | 1963         |        | Liberale Partij/PVV                    |
| 17    |            | Roger De Kinder (1919-1984)                     | 1963         | 1984         |        | BSP/SP                                 |
| 18    |            | Herman Balthazar (1938)                         | 1984         | 2004         |        | SP/sp.a                                |
| 19    |            | André Denys (1948-2013)                         | 2004         | 2013         |        | VLD/Open VLD                           |
| 20    |            | Jan Briers (1953)                               | 2013         | 2018         |        | Onafhankelijk (voorgedragen door N-VA) |
| [ 4 ] |            | Didier Detollenaere (1955)                      | 2018         | 2020         |        | Open Vld                               |
| 21    |            | Carina Van Cauter (1962)                        | 2020         | heden        |        | Open Vld                               |

### Tijdlijn
| Ambtsperiode | Naam                                    |
| ------------ | --------------------------------------- |
| 1830         | Pierre De Ryckere, interimgouverneur    |
| 1831-1834    | Werner de Lamberts-Cortenbach           |
| 1834-1836    | Charles-Ghislain Vilain XIIII           |
| 1837-1843    | Pierre de Schiervel                     |
| 1843-1847    | Léandre Desmaisières                    |
| 1847-1848    | Auguste de Cock, dienstdoend gouverneur |
| 1848-1871    | Edouard De Jaegher                      |
| 1871-1879    | Theodoor de T'Serclaes de Wommersom     |
| 1879-1884    | Léon Verhaeghe de Naeyer                |
| 1885-1919    | Raymond de Kerchove d'Exaerde           |
| 1919-1921    | Maurice August Lippens                  |
| 1921-1929    | André de Kerchove de Denterghem         |
| 1929-1935    | Karel Weyler                            |
| 1935-1938    | Jules Ingenbleek                        |
| 1938-1939    | Louis Fredericq                         |
| 1939-1940    | Maurice Van den Boogaerde               |
| 1940-1944    | Jozef de Vos, interimgouverneur         |
| 1944-1954    | Maurice Van den Boogaerde               |
| 1954-1963    | Albert Mariën                           |
| 1963-1984    | Roger De Kinder                         |
| 1985-2004    | Herman Balthazar                        |
| 2004-2013    | André Denys                             |
| 2013-2018    | Jan Briers                              |
| 2020         | Carina Van Cauter                       |